# Liste des slogans de CBS
 (mai 2015).
Si vous disposez d'ouvrages ou d'articles de référence ou si vous connaissez des sites web de qualité traitant du thème abordé ici, merci de compléter l'article en donnant les références utiles à sa vérifiabilité et en les liant à la section « Notes et références ».
Pour un article plus général, voir Columbia Broadcasting System.
CBS est la chaîne de télévision la plus écoutée aux États-Unis. De nombreux slogans ont défini son image corporative depuis les années 1950. En voici la liste.
- 1956: "The stars' address is CBS."
- 1967: "In the Winner's Circle"
- 1970: "We Put It All Together"
- 1971: "Where The Good Times Are"
- 1972: "Have We Got a Fall/Show/Lot/ For You"
- 1973: "The Best is Right Here on CBS" aka "CBS is Easy on the Eyes"
- 1974: "Hello, America"
- 1975: "Catch the Brightest Stars on CBS"
- 1976: "The Hot Ones" (utilisé pour le 200e anniversaire de la Déclaration d'indépendance)/"It's a Whole New Thing"
- 1977: "There's Something in the Air"
- 1978: "Turn Us On, We'll Turn You On"
- 1979: "You're Looking Good, America" (Utilisé par la chaine australienne ATV-10 Melbourne en 1983)
- 1980: "Looking Good Together"
- 1981: "Reach for the Stars" (Utilisé par la chaine australienne ATV-10 Melbourne in 1982)
- 1982: "Great Moments"
- 1983-1985: "We've Got the Touch" (Fait par Kenny Rogers en 1985)
- 1986: "Share the Spirit of CBS"
- 1987: "CBS Spirit"
- 1988: "Television you can feel" aka "You Can Feel It on CBS"
- 1989: "Get Ready for CBS" (La version de 1990 est basée sur une chanson de The Temptations)
- 1991: "The Look of America is CBS"
- 1992: "This is CBS"
- 1994: "Everyday People" aka "CBS People"
- 1995: "You're on CBS"
- 1996: "Welcome Home (to a CBS Night)"
- 1999: "The Address is CBS" (Une mise à jour sur "Welcome Home")
- 2000: "It's All Here" (Une mise à jour sur "The Address is CBS")
- 2005: "America's Most Watched Network"
- 2005: "Everybody's Watching CBS"
- 2006: "We Are CBS"
- 2009: "Only CBS"

En Australie, quelques-uns de ces slogans ont été adaptés par Network 10, tandis qu'au Brésil, certains l'ont fait sur SBT.